# Elecciones generales de Guinea-Bisáu de 2014
Las elecciones generales se celebraron en Guinea-Bissau el 13 de abril de 2014, con una segunda vuelta para las elecciones presidenciales celebrada el 18 de mayo, ya que ningún candidato obtuvo la mayoría en la primera ronda. Varios problemas logísticos y demoras hicieron que las elecciones se aplazaran repetidamente: inicialmente se programaron para el 24 de noviembre de 2013 y luego el 16 de marzo de 2014. En la segunda ronda, José Mário Vaz, del Partido Africano por la Independencia de Guinea y Cabo Verde, fue declarado presidente electo con el 62% de los votos.

## Resultados

### Presidente
| Candidato                          | Partido                                                  | Primera vuelta | Primera vuelta | Segunda vuelta | Segunda vuelta |
| Candidato                          | Partido                                                  | Votos          | %              | Votos          | %              |
| ---------------------------------- | -------------------------------------------------------- | -------------- | -------------- | -------------- | -------------- |
| José Mário Vaz                     | PAIGC                                                    | 257,572        | 40.89          | 364,394        | 61.92          |
| Nuno Gomes Nabiam                  | Independiente                                            | 156,163        | 24.79          | 224,089        | 38.08          |
| Paulo Gomes                        | Independiente                                            | 65,490         | 10.40          |                |                |
| Abel Incanda                       | Partido de la Renovación Social                          | 43,890         | 6.97           |                |                |
| Mamadú Iaia Djaló                  | Partido Nueva Democracia                                 | 28,535         | 4.53           |                |                |
| Ibraima Sory Djaló                 | Partido de la Reconciliación Nacional                    | 19,497         | 3.10           |                |                |
| Antonio Afonso Té                  | Partido Republicano por la Independencia y el Desarrollo | 18,808         | 2.99           |                |                |
| Helder Vaz Lopes                   | Independiente                                            | 8,888          | 1.41           |                |                |
| Domingos Quadé                     | Independiente                                            | 8,607          | 1.37           |                |                |
| Aregado Mantenque Té               | Partido Obrero                                           | 7,269          | 1.15           |                |                |
| Luis Nancassa                      | Independiente                                            | 7,012          | 1.11           |                |                |
| Jorge Malú                         | Independiente                                            | 6,125          | 0.97           |                |                |
| Cirilo Rodrigues de Oliveira       | Partido Socialista                                       | 2,070          | 0.33           |                |                |
| Votos nulos/en blanco              | Votos nulos/en blanco                                    | 62,514         | –              | 18,053         | –              |
| Total                              | Total                                                    | 692,440        | 100            | 606,536        | 100            |
| Votantes registrados/participación | Votantes registrados/participación                       | 775,508        | 89.29          | 775,508        | 78.21          |
| Fuente: CNE, CNE                   |                                                          |                |                |                |                |

### Asamblea Nacional

| Partido                                                  | Votos   | %     | Escaños | +/–   |
| -------------------------------------------------------- | ------- | ----- | ------- | ----- |
| PAIGC                                                    | 281,408 | 47.98 | 57      | –10   |
| Partido de la Renovación Social                          | 180,432 | 30.76 | 41      | +13   |
| Partido Nueva Democracia                                 | 28,581  | 4.87  | 1       | 0     |
| Partido de la Convergencia Democrática                   | 19,757  | 3.37  | 2       | +1    |
| Partido Republicano por la Independencia y el Desarrollo | 17,919  | 3.06  | 0       | –3    |
| Unión para el Cambio                                     | 10,803  | 1.84  | 1       | +1    |
| Unión Patriótica de Guinea                               | 10,919  | 1.86  | 0       | 0     |
| Resistencia del Movimiento Guinea-Bissau-Bafatá          | 9,502   | 1.62  | 0       | Nuevo |
| Partido de Reconciliación Nacional                       | 7,903   | 1.35  | 0       | 0     |
| Partido Manifiesto del Pueblo                            | 4,101   | 0.70  | 0       | Nuevo |
| Partido Socialdemócrata Unido                            | 4,048   | 0.69  | 0       | 0     |
| Partido Obrero                                           | 3,659   | 0.62  | 0       | 0     |
| Partido Socialista                                       | 3,480   | 0.59  | 0       | 0     |
| Partido Socialdemócrata                                  | 2,302   | 0.39  | 0       | 0     |
| Frente Democrático Social                                | 1,710   | 0.29  | 0       | 0     |
| Votos nulos/en blanco                                    | 100,352 | –     | –       | –     |
| Total                                                    | 686,876 | 100   | 102     | +2    |
| Votantes registrados/participación                       | 775,508 | 88.57 | –       | –     |
| Fuente: CNE (escaños), CNE (votos)                       |         |       |         |       |